# Aberration relativiste
Pour les articles homonymes, voir Aberration.
L'aberration relativiste est décrite par la relativité restreinte d'Albert Einstein et d'autres modèles relativistes, tel le modèle newtonien de la théorie de l'émission. Elle provoque l'aberration de la lumière quand le mouvement relatif de l'observateur et de la source lumineuse modifie la position de la source dans le champ de vision de l'observateur. L'effet est indépendant de la distance entre l'observateur et la source lumineuse.
Supposons que, dans le référentiel de l'observateur, la source se déplace à une vitesse {\displaystyle v\,} sous un angle {\displaystyle \theta _{s}\,} relatif au vecteur qui joint l'observateur à la source au moment où la lumière est émise. Alors, la formule suivante, dérivée par Einstein en 1905, décrit l'aberration de la source lumineuse, {\displaystyle \theta _{o}\,}, telle que mesurée par l'observateur, :
{\displaystyle \cos \theta _{o}={\frac {\cos \theta _{s}-{\frac {v}{c}}}{1-{\frac {v}{c}}\cos \theta _{s}}}\,}
Les rayons lumineux en provenance de la source qui atteignent l'observateur sont inclinés en direction du déplacement de la source (relativement à l'observateur). C'est comme si la lumière émise par un corps en déplacement est concentrée de façon conique, vers sa direction de déplacement. De même, la lumière reçue par un objet en mouvement (par exemple, depuis un astronef se déplaçant très vite) semble aussi concentrée vers sa direction de déplacement.
Une conséquence de cette aberration est qu'un observateur qui se trouve devant la source devrait normalement recevoir plus de lumière qu'un observateur qui se situe derrière la source ; cette concentration de lumière dans la direction avant de l'observateur est appelée « effet projecteur » (ou « effet phare »).